# Laboulbenia filifera
Laboulbenia filifera är en svampart som tillhör divisionen sporsäcksvampar, och som beskrevs av Roland Thaxter. Laboulbenia filifera ingår i släktet Laboulbenia, och familjen Laboulbeniaceae. Arten är reproducerande i Sverige.